# 拉巴雷尔
拉巴雷尔（法語：Labarrère，法語發音：[labaʁɛʁ]）是法国热尔省的一个旧市镇，属于孔东区。2016年，拉巴雷尔与市镇卡斯泰尔诺多藏合并为新市镇卡斯泰尔诺多藏-拉巴雷尔。

## 地理
拉巴雷尔（43°57'35"N, 0°8'46"E）面积12.99 平方千米，位于法国奧克西塔尼大區热尔省，该省份为法国西南部内陆省份，北起顺时针与洛特-加龙省、塔恩-加龙省、上加龙省、上比利牛斯省、大西洋比利牛斯省和朗德省接壤。
与拉巴雷尔接壤的市镇（或旧市镇、城区）包括：蒙雷阿勒、圣莫尔德佩里亚克、圣佩-圣西蒙。

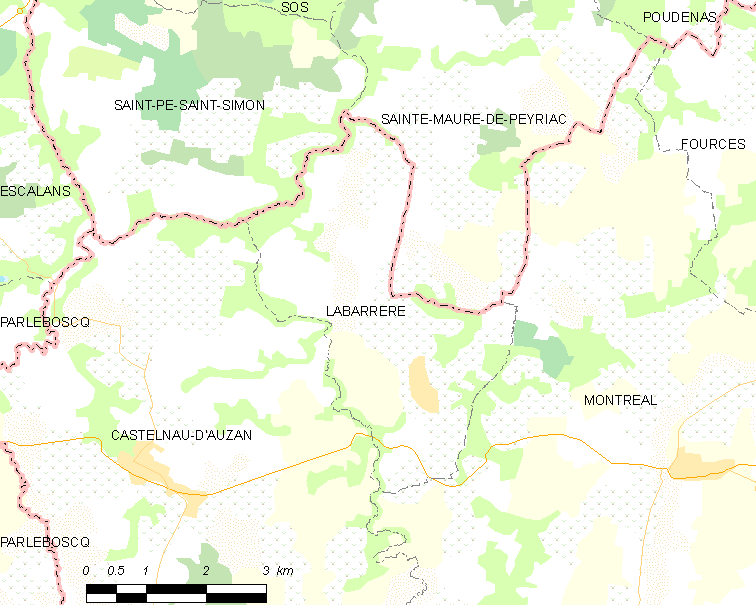
拉巴雷尔的OSM定位图

拉巴雷尔的时区为UTC+01:00、UTC+02:00（夏令时）。

## 行政
拉巴雷尔的邮政编码为32250，INSEE市镇编码为32168。

## 政治
拉巴雷尔所属的省级选区为阿马尼亚克-泰纳雷兹县。

## 人口

1962-2008年间拉巴雷尔人口变化图示

拉巴雷尔于2018年1月1日时的人口数量为195人。